# افسونگری (فیلم ۱۹۱۶)
افسونگری (انگلیسی: Witchcraft) یک فیلم است که در سال ۱۹۱۶ منتشر شد.